# Analizator kinestezic
Analizatorul kinestezic (motor) are rol important în reglarea tonusului muscular, în funcția locomotorie și percepția forței.
Pentru o bună desfășurare a activității organismului uman este necesară o permanentă informare a SNC (sistem nervos central) asupra poziției corpului, a diferitelor segmente ale corpului și a gradului de contracție a mușchilor, informațiile fiind furnizate de receptorii aparatului vestibular, receptori vizuali și cutanați dar și de receptorii specifici aflați în aparatul locomotor (proprioceptori).

## Receptorii analizatorului kinestezic
Receptorii analizatorului kinestezic sunt situați în:
- mușchi (striați)
- tendoane
- periost (membrană osteogenă)
- articulații
- ligamente

Receptorii care se găsesc în periost și articulații sunt numiți corpusculii Vater-Pacini (identici cu cei din piele) care au o sensibilitate la mișcări și modificări de presiune. Alți receptori sunt reprezentați de organele tendinoase Golgi și fusurile neuromusculare Kuhne.

## Corpusculii neurotendinoși Golgi
- se situează la joncțiunea mușchi-tendon
- constă într-o rețea de terminații nervoase butonate
- în ei se găsesc 1-3 fibre nervoase, fiind stimulate de întinderea puternică a tendonului

Corpusculii Golgi au rolul de a monitoriza continuu tensiunea produsă în tendoane, ajutând la prevenirea contracției musculare excesive sau a alungirii exagerate a mușchiului.

## Rolul analizatorului kinestezic
- în desfășurarea normală a activității motorii
- în analiza fină a mișcărilor
- în coordonarea mișcărilor

## Senzația kinestezică
Senzațiile kinestezice apar în cursul efectuării mișcărilor și informează despre direcția, durata și intensitatea efortului pentru realizarea lor. Rolurile lor principale sunt: reglarea mișcărilor și integrarea lor în acțiuni voluntare complexe.
Formele de bază ale chinesteziei sunt:
- chinestezia aparatului locomotor;
- chinestezia automată;
- chinestezia verbo-motoare